# Баркер, Роберт (художник)
Роберт Баркер (англ. Robert Barker; 1739, Ньюкасл — 8 апреля 1806, Лондон) — английский живописец ирландского происхождения.

## Биография
Преимущественно занимался портретами, писал в Эдинбурге и Дублине. Роберту Баркеру первому пришла мысль изобразить часть города в форме круга. Таким образом, он положил начало созданию больших живописных панорамных картин с круговым обзором.
Само слово панорама изначально также придумал художник Р. Баркер, чтобы описать его панорамные картины г. Эдинбурга. Прикреплённые на цилиндрической внутренней поверхности, картины были выставлены в Лондоне в 1792 году как «Панорама».
В 1793 году Баркер перевёз свою панораму в первое в мире специально для неё построенное здание на Лестер-сквер в Лондоне, и сделал на её показе состояние.
Умер в Лондоне и был похоронен в Ламбете.
Его младший сын Генри Астон Баркер (1774—1856) продолжил дело отца и стал панорамным художником.